# برنارد كوبر
برنارد كوبر (بالإنجليزية: Bernard Cooper)‏‏ (3 أكتوبر 1951 في هوليوود - ) روائي من الولايات المتحدة.

## الجوائز
- زمالة غوغنهايم
- جائزة لامدا الأدبية
- جائزة القلم للرواية